# David Darling
Pour les articles homonymes, voir Darling.
David Darling (né le 4 mars 1941 et mort le 8 janvier 2021) est un violoncelliste et compositeur nord-américain versé dans les musiques world, jazz et classique.

## Biographie
David Darling commence l'étude du violoncelle à dix ans. IL les poursuit à l'université de l'Indiana. Il enseigne ensuite la musique dans diverses écoles primaires puis en 1968, il rejoint la Western Kentucky University, y dirigeant l'orchestre.
En 1970, il rejoint le Paul Winter Consort (groupe de musique d'avant-garde expérimentant la musique du monde), tout en faisant partie aussi du Nashville Symphony Orchestra ; en 1977, il choisit une carrière solo. En 1986, il démarre des programmes d'enseignement de la musique en école : Young Audiences, Inc.[réf. nécessaire] et Music for People.
Il a joué entre autres avec Glen Moore (en), Spyro Gyra et les Wulu Bunun (aborigènes taïwanais).[réf. nécessaire] Il compose la musique d'une douzaine de films dont Jusqu'au bout du monde et Heat. Sa musique est utilisée par Jean-Luc Godard depuis de début des années 90.
En 2010, il reçoit le Grammy Award du meilleur album New Age,.

## Discographie
- 1970 : Road (avec le Paul Winter Consort)
- 1972 : Icarus (avec le Paul Winter Consort)
- 1980 : Journal October
- 1981 : Cycles (avec Collin Walcott, Jan Garbarek, Oscar Castro-Neves, Steve Kuhn, Arild Andersen)
- 1984 : Eos (avec Terje Rypdal)
- 1987 : Amber (avec Michael Jones
- 1989 : Homage (avec Peter Kater)
- 1991 : Until the End of the World (soundtrack) (B.O.F.)
- 1992 : Migration (avec Peter Kater)
- 1992 : Cello
- 1993 : 8-String Religion
- 1995 : Darkwood
- 1995 : The Sea (avec The Sea Group)
- 1996 : Window Steps (avec Pierre Favre)
- 1997 : The River (avec Ketil Bjørnstad)
- 1998 : The Sea II (avec The Sea Group)
- 2000 : Musical Massage - Balance (avec l'Adagio Ensemble)
- 2000 : Epigraphs (avec Ketil Bjørnstad)
- 2001 : Cello Blue
- 2001 : Musical Massage - In Tune, (avec l'Adagio Ensemble et John Marshall)
- 2002 : Refuge (avec Terry Tempest Willimas)
- 2002 : River Notes (avec Barry Lopez)
- 2003 : Open Window (avec John Marshall)
- 2003 : The Tao of Cello
- 2007 : The Darling Conversations (avec Julie Weber)